# Банатска република
Банатска република је била краткотрајна држава, проглашена 31. октобра 1918. у Темишвару, након распада Аустроугарске.

## Историја
Приликом проглашења републике, формирано је Банатско народно веће, које се састојало од по пет представника следећих народа: Немаца, Мађара, Срба и Румуна.
Цивилни повереник Републике је постао др. Ото Рот, док је војни заповедник постао Алберт Барта. Мађарска влада је признала независност Банатске републике. У том смислу се сматра да је стварање републике било подржано од Мађарске, у сврху задржавања северног Баната и заустављања опредељења тамошњег становништва за јужнословенску државу.
Банатско народно веће је организовало војне одреде и цивилну стражу 4. новембра исте године. Циљ ових војних одреда је био успостављање контроле над целом територијом Баната. Ипак, Банатска република је била кратког века; након неколико дана, војска Краљевине Србије је ушла у Банат, што је био крај Банатске Републике. Неколико месеци касније, територија Баната је подељена између Краљевине СХС и Румуније, узимајући у обзир проглас Велике народне скупштине у Новом Саду и резолуцију из Алба Јулије.
У априлу 1920. године, Немци из Баната су поднели захтев мировној конференцији у Паризу да се република обнови под именом „Република Банатија”. Према овом захтеву, обновљена република не би укључивала само Банат, већ и суседну Бачку, а била би подељена у кантоне, којима би управљали представници већинске етничке групе из сваког кантона. Предлог је одбачен на мировној конференцији.

## Демографија
Република је бројала 1.582.133 становника, од којих:
- 592.049 (37,42%) Румуна
- 387.545 (24,50%) Немаца
- 284.329 (17,97%) Срба
- 242.152 (15,31%) Мађара
- одређен бројих мањих етничких група, укључујући Словаке, Хрвате, Русине, итд.

Према вероисповести, становништво републике је укључивало:
- 855.852 (54,10%) православних хришћана
- 591.447 (37,38%) католика
- чланове мањих верских заједница, укључујући калвинисте, лутеране и Јевреје